# Lijst van Duitse benamingen van het alfabet in radioverbindingen tijdens de Tweede Wereldoorlog
Dit is een tabel met letters uit het alfabet en Griekse letters met hun Duitse uitspraak zoals ze werden gebruikt tijdens een radiocommunicatie tijdens de Tweede Wereldoorlog.
| Letter         | Fonetische uitspraak van de letter         |
| -------------- | ------------------------------------------ |
| A              | Anton                                      |
| Ä              | Ärger                                      |
| B              | Bruno                                      |
| C              | Cäsar                                      |
| Ch             | China                                      |
| D              | Dora                                       |
| E              | Emil                                       |
| F              | Fritz                                      |
| G              | Gustav                                     |
| H              | Hans                                       |
| I              | Ida                                        |
| J              | Jota                                       |
| K              | Karl                                       |
| L              | Lucie                                      |
| M              | Max                                        |
| N              | Nanni                                      |
| O              | Otto                                       |
| Ö              | Öse                                        |
| P              | Paula                                      |
| Q              | Quatsch                                    |
| R              | Ricard                                     |
| S              | Sophie                                     |
| T              | Toni                                       |
| U              | Ulrich                                     |
| Ü              | Übel                                       |
| V              | Victor                                     |
| W              | Wilhelm                                    |
| X              | Xanthippe                                  |
| Y              | Ysop                                       |
| Z              | Zet of Zeppelin                            |
| Griekse letter | Fonetische uitspraak van de Griekse letter |
| α              | Alpha                                      |
| β              | Beta                                       |
| γ              | Gamma                                      |
| δ              | Delta                                      |
| ε              | Epsilon                                    |
| λ              | Lambda                                     |
| π              | Pi                                         |